# 中野泰宏
中野 泰宏（なかの やすひろ、1977年（昭和52年）5月18日 - ）は、関西棋院所属のプロ囲碁棋士。福岡県豊前市出身、森野節男九段門下。

## 略歴
- 1985年 豊前市立千束小学校2年時に、父や周囲の勧めもあり囲碁を学び始める。
- 1987年 同小4年で少年少女囲碁大会に出場し、途中敗退。以降3年連続し出場を果たし、1989年の5位が最高成績であった。
- 1990年 小学校卒業と共に上阪し、この年にできた関西棋院寮に入り院生となる。
- 1992年 入段を果たす。
- 2005年1月、2004年度で大手合制度が廃止されるため、昇段規定改定経過措置中に九段に昇段したため、大手合の成績が加味され九段に昇段した。このため大手合による最後の九段棋士ともいえる。
- 2006年4月9日放送の、第54回NHK杯1回戦において石田芳夫と対戦。終局直前の場面、黒番・中野優勢であったところ（解説の小林光一曰く、盤面13目差で黒6目半勝ち）、自ら駄目を詰めて5子を取られに行くという大失着を犯し（その結果、左辺一帯の黒石は全滅）、まさかの大逆転負けを喫した。関西棋院が2007年末に発売した「囲碁格言カルタ」には、これを題材にした「アタリに突っ込むプロもいる」という一枚が入っている。また本人にとっても衝撃を受けたようで、関西棋院の自身の紹介ページでファンへの一言が、本件についてとなっている他日本棋院の棋士リレーエッセイでも言及している[1]。
- 2007年6月末、生活の本拠を東京へ移す。関西棋院での対局には交通費自己負担で大阪へ戻り、大阪滞在中は関西棋院寮に間借りしていたが、結婚後の2012年6月関西に居を戻している[2]。
- 2013年、産経プロアマトーナメント戦決勝で、学生囲碁十傑などの実績を持ち日本棋院院生経験のある柳田朋哉アマの先番コミなしの手合いで対局し、6目勝ちを収め念願の棋戦初優勝を果たす。

## 昇段
- 1992年 初段
- 1998年 六段
- 2000年 七段
- 2002年5月27日 八段
- 2005年1月26日 九段

## 良績
- 産経プロアマトーナメント戦優勝（第9回） 、準優勝（第8回）
- 関西棋院第一位決定戦準優勝 （第49回）